# Cynometra dongnaiensis
Cynometra dongnaiensis är en ärtväxtart som beskrevs av Jean Baptiste Louis Pierre. Cynometra dongnaiensis ingår i släktet Cynometra, och familjen ärtväxter. Inga underarter finns listade i Catalogue of Life.